# Prix Victor-Morin
Pour un article plus général, voir Société Saint-Jean-Baptiste de Montréal.
Les prix Victor-Morin sont des récompenses québécoises créées en 1962 par la Société Saint-Jean-Baptiste de Montréal pour honorer une personne qui s'est distinguée dans le domaine du théâtre. 
Elles sont nommées en mémoire du président de la Société, Victor Morin (1865-1960).
Initialement annuelle, la remise du prix devient triennale à partir de 1991.

## Liste des lauréats
- 1962 : Jean Gascon
- 1963 : Jean Béraud
- 1964 : Yvette Brind'Amour
- 1965 : non-attribué
- 1966 : Marcel Dubé
- 1967 : Gratien Gélinas
- 1968 : Jean Duceppe
- 1969 : Jean-Louis Roux
- 1970 : Gilles Pelletier
- 1971 : Paul Blouin
- 1972 : Claude Jutra
- 1973 : Paul Hébert
- 1974 : Michel Tremblay
- 1975 : Michel Brault
- 1976 : Paul Buissonneau
- 1977 : Jean-Claude Germain
- 1978 : Marjolaine Hébert
- 1979 : François Barbeau
- 1980 : non-attribué
- 1981 : Louis-Georges Carrier
- 1982 : Michelle Rossignol
- 1983 : Albert Millaire
- 1984 : Mercedes Palomino
- 1985 : non-attribué
- 1986 : Robert Gravel
- 1987 : André Brassard
- 1988 : Monique Rioux
- 1989 : Michel Garneau
- 1990 : Jean-Louis Millette
- 1991 : Denise Filiatrault
- 1995 : Louisette Dussault
- 1998 : Catherine Bégin